# 赫南多 (佛羅里達州)
赫南多（英語：Hernando）是位於美國佛羅里達州西特拉斯縣的一個人口普查指定地區。

## 地理
赫南多的座標為28°55′46″N 82°22′28″W / 28.92944°N 82.37444°W，而該地最高點為海拔高度17米（即56英尺）。

## 人口
根據2010年美國人口普查的數據，赫南多的面積為92.10平方千米，當中陸地面積為82.10平方千米，而水域面積為10.00平方千米。當地共有人口9054人，而人口密度為每平方千米98人。